# Riserva naturale Lanca di Gabbioneta
La riserva naturale Lanca di Gabbioneta è un'area naturale protetta situata nel comune di Gabbioneta-Binanuova, in provincia di Cremona. La riserva è stata istituita dalla regione Lombardia con determinazione di Consiglio n° 1389 del 31 maggio 1989.

## Territorio
La riserva si trova attorno ad un meandro quasi circolare del fiume Oglio. La vegetazione palustre ha pressoché colmato il paleoalveo, ma un piccolo canale di dreno asporta le acque in eccesso e rappresenta l'unico corpo d'acqua.

## Flora
La riserva è costituita da un unico ambiente tipicamente palustre. In particolare le specie prevalenti sono: la cannuccia palustre, la tifa, il carice, la betonica delle paludi, la forbicina, l'ortica, la felce di palude, il campanellino estivo, il giaggiolo acquatico, la salciarella.
Poche e limitate le essenze legnose: il salice, l'ontano, il pioppo nero e l'acero campestre.

## Fauna
Sono presenti nella riserva: il falco di palude, il migliarino di palude, il tarabusino, la cannaiola verdognola, il cannareccione, l'usignolo di fiume, il pendolino e il rigogolo, la pavoncella. Tra le specie svernanti si segnalano: la marzaiola, il germano reale e il beccaccino e la Nitticora.
Tra i micromammiferi vanno menzionati il toporagno d'acqua e il mustiolo etrusco.